# Liste der Biografien/Parr
Liste der Biografien |
Portal Biografien |
Personensuche
# |
A |
B |
C |
D |
E |
F |
G |
H |
I |
J |
K |
L |
M |
N |
O |
P |
Q |
R |
S |
T |
U |
V |
W |
X |
Y |
Z |
?
 
Pa |
Pc |
Pe |
Pf |
Ph |
Pi |
Pj |
Pk |
Pl |
Pm |
Pn |
Po |
Pr |
Ps |
Pt |
Pu |
Pv |
Pw |
Py
 
Paa |
Pab |
Pac |
Pad |
Pae |
Paf |
Pag |
Pah |
Pai |
Paj |
Pak |
Pal |
Pam |
Pan |
Pao |
Pap |
Paq |
Par |
Pas |
Pat |
Pau |
Pav |
Paw |
Pax |
Pay |
Paz
 
Para |
Parb |
Parc |
Pard |
Pare |
Parf |
Parg |
Parh |
Pari |
Park |
Parl |
Parm |
Parn |
Paro |
Parp |
Parq |
Parr |
Pars |
Part |
Paru |
Parv |
Parw |
Pary |
Parz
Die Liste der Biografien führt alle Personen auf, die in der deutschsprachigen Wikipedia einen Artikel haben. Dieses ist eine Teilliste mit 221 Einträgen von Personen, deren Namen mit den Buchstaben „Parr“ beginnt.

## Parr
- Parr, Albert E. (1900–1991), US-amerikanischer Meeresforscher, Museumsdirektor und Ichthyologe norwegischer Herkunft
- Parr, Anne, Countess of Pembroke (1515–1552), englische Hofdame und jüngere Schwester Catherine Parrs
- Parr, Catherine (1512–1548), sechste und letzte Gattin von König Heinrich VIII.Catherine Parr (1512–1548)

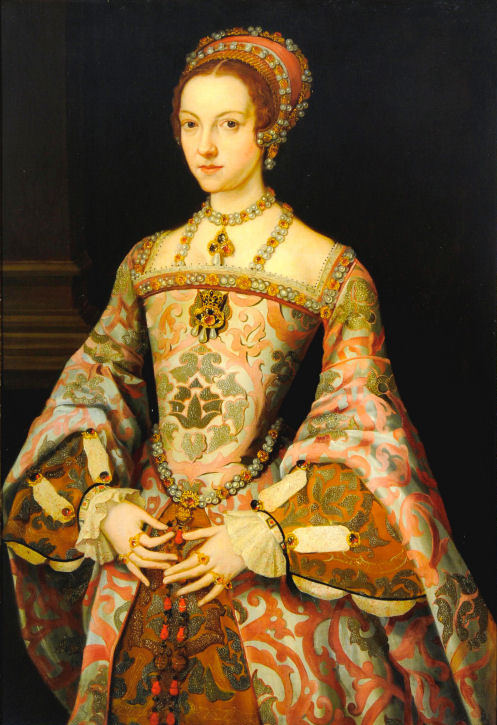
Catherine Parr (1512–1548)

- Parr, Cecil William Chase (1871–1943), britischer Kolonialgouverneur in Britisch-Nordborneo
- Parr, Cory (* 1987), US-amerikanischer Tennisspieler
- Parr, Detlef (* 1942), deutscher Politiker (FDP), MdB
- Parr, Frank (1928–2012), britischer Jazzmusiker
- Parr, John (1438–1475), englischer Ritter
- Parr, John (1898–1914), britischer Soldat
- Parr, John (* 1952), britischer Rockmusiker und Songwriter
- Parr, Joy (1949–2024), kanadische Historikerin
- Parr, Lenton (1924–2003), australischer Bildhauer
- Parr, Maria (* 1981), norwegische Kinderbuchautorin
- Parr, Martin (* 1952), britischer Fotograf
- Parr, Nathaniel, englischer Kupferstecher
- Parr, Patricia (* 1937), kanadische Pianistin
- Parr, Robert G. (1921–2017), US-amerikanischer Chemiker
- Parr, Rolf (* 1956), deutscher Germanist und Universitätsprofessor
- Parr, Steve (1926–2019), englischer Fußballspieler
- Parr, Thomas († 1635), Engländer, der angeblich 152 Jahre und neun Monate alt wurdeThomas Parr († 1635)

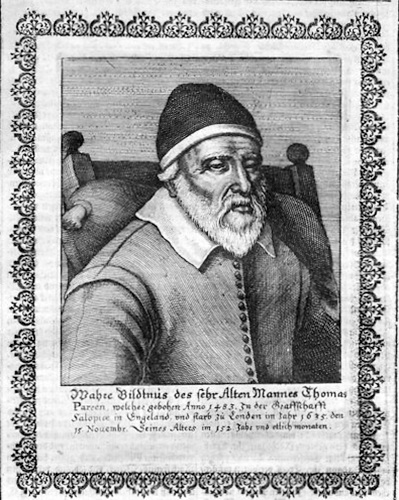
Thomas Parr († 1635)

- Parr, Thomas (* 1957), deutscher Journalist und Sachbuch-Autor
- Parr, Warren (* 1952), australischer Hürdenläufer
- Parr, William, 1. Marquess of Northampton (1513–1571), englischer Adliger

### Parra
- Parra Arévalo, Gustavo (* 1963), kolumbianischer Komponist
- Parra del Riego, Charlie (* 1985), peruanischer Gitarrist und Komponist
- Parra for Cuva (* 1991), deutscher Musikproduzent und DJ
- Parra León, Mariano José (1920–1989), venezolanischer römisch-katholischer Geistlicher, Bischof von Cumaná
- Parra Mora, Luis Alberto (1944–2023), kolumbianischer Geistlicher, römisch-katholischer Bischof von Mocoa-Sibundoy
- Parra Novo, José Cayetano (* 1950), spanisch-guatemaltekischer Ordensgeistlicher und römisch-katholischer Bischof von Santa Rosa de Lima
- Parra Sandoval, Mariano José (* 1947), venezolanischer Geistlicher, emeritierter römisch-katholischer Erzbischof von Coro
- Parra Santonja, Arantxa (* 1982), spanische Tennisspielerin
- Parra, Alondra de la (* 1980), mexikanische DirigentinAlondra de la Parra (* 1980)

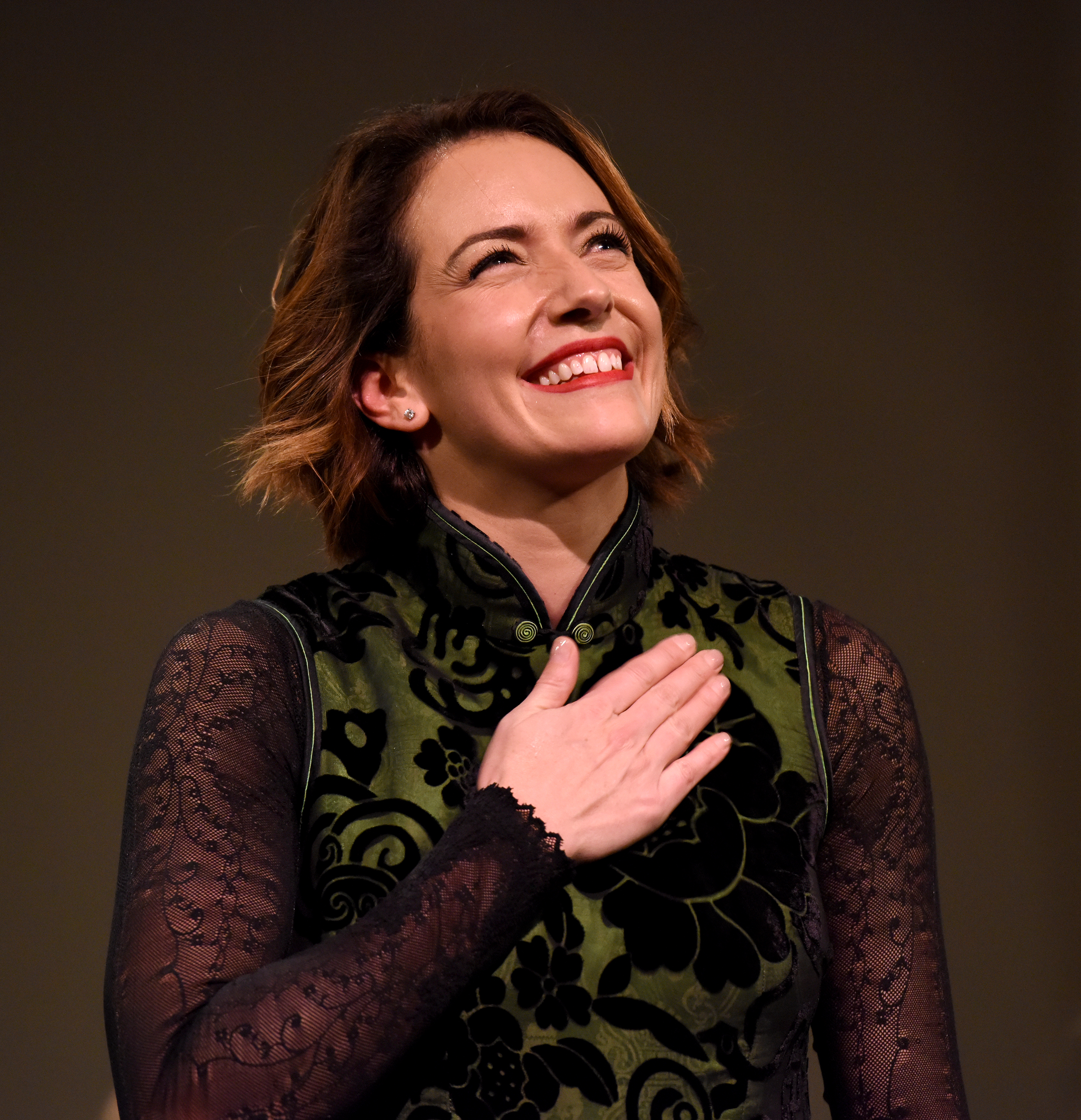
Alondra de la Parra (* 1980)

- Parra, Andrés (* 1977), kolumbianischer Theater-, Film- und Fernsehschauspieler
- Parra, Angelo (* 1948), US-amerikanischer Bühnenautor
- Parra, Benita (* 2002), bolivianische Mittel- und Langstreckenläuferin
- Parra, Blas, chilenischer Fußballspieler
- Parra, Carlos (* 1977), US-amerikanischer Fußballspieler und -nachwuchstrainer
- Parra, César (* 2002), venezolanischer Leichtathlet
- Parra, Dany (* 1981), spanisch-französischer Eishockeyspieler
- Parra, Derek (* 1970), US-amerikanischer Eisschnellläufer
- Parra, Edwin (* 1984), kolumbianischer Radrennfahrer
- Parra, Fabio (* 1959), kolumbianischer Radrennfahrer
- Parra, Fito de la (* 1946), mexikanisch-US-amerikanischer Schlagzeuger, Mitglied der Band Canned Heat
- Parra, Gilberto (1992–2018), mexikanischer Boxer im Halbfliegengewicht
- Parra, Héctor (1891–1968), chilenischer Fußballspieler
- Parra, Herminia (* 1997), spanische Sprinterin
- Parra, Iván (* 1975), kolumbianischer Radrennfahrer
- Parra, Joel (* 2000), spanischer Basketballspieler
- Parra, John Fredy (* 1974), kolumbianischer Radrennfahrer
- Parra, Jordan (* 1994), kolumbianischer Radrennfahrer
- Parra, José Félix (* 1997), spanischer Radrennfahrer
- Parra, Juan (* 1972), mexikanischer Fußballspieler
- Parra, Lorenzo (* 1978), venezolanischer Boxer
- Parra, Marco Antonio (* 1985), mexikanischer Fußballspieler
- Parra, Mauricio (* 1972), spanischer Basketballtrainer
- Parra, Nicanor (1914–2018), chilenischer Dichter
- Parra, Pablo (* 1994), chilenischer Fußballspieler
- Parra, Pim de la (1940–2024), surinamisch-niederländischer Filmregisseur, Produzent und Drehbuchautor
- Parra, Roberto (* 1976), spanischer Mittelstreckenläufer
- Parra, Teresa de la (1889–1936), venezolanische Schriftstellerin
- Parra, Violeta (1917–1967), chilenische Folkloremusikerin, Komponistin und bildende KünstlerinVioleta Parra (1917–1967)

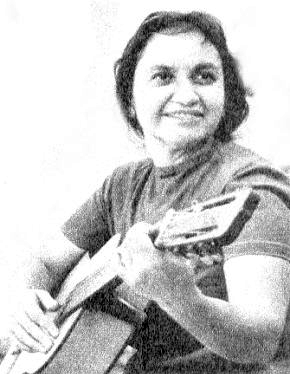
Violeta Parra (1917–1967)

- Parra, Viviane (* 1972), portugiesische Sängerin
- Parra, Waldo L. (* 1965), chilenischer Anwalt
- Parra-Aranguren, Gonzalo (1928–2016), venezolanischer Jurist und Hochschullehrer, Richter am Internationalen Gerichtshof
- Parrack, Jim (* 1981), US-amerikanischer SchauspielerJim Parrack (* 1981)

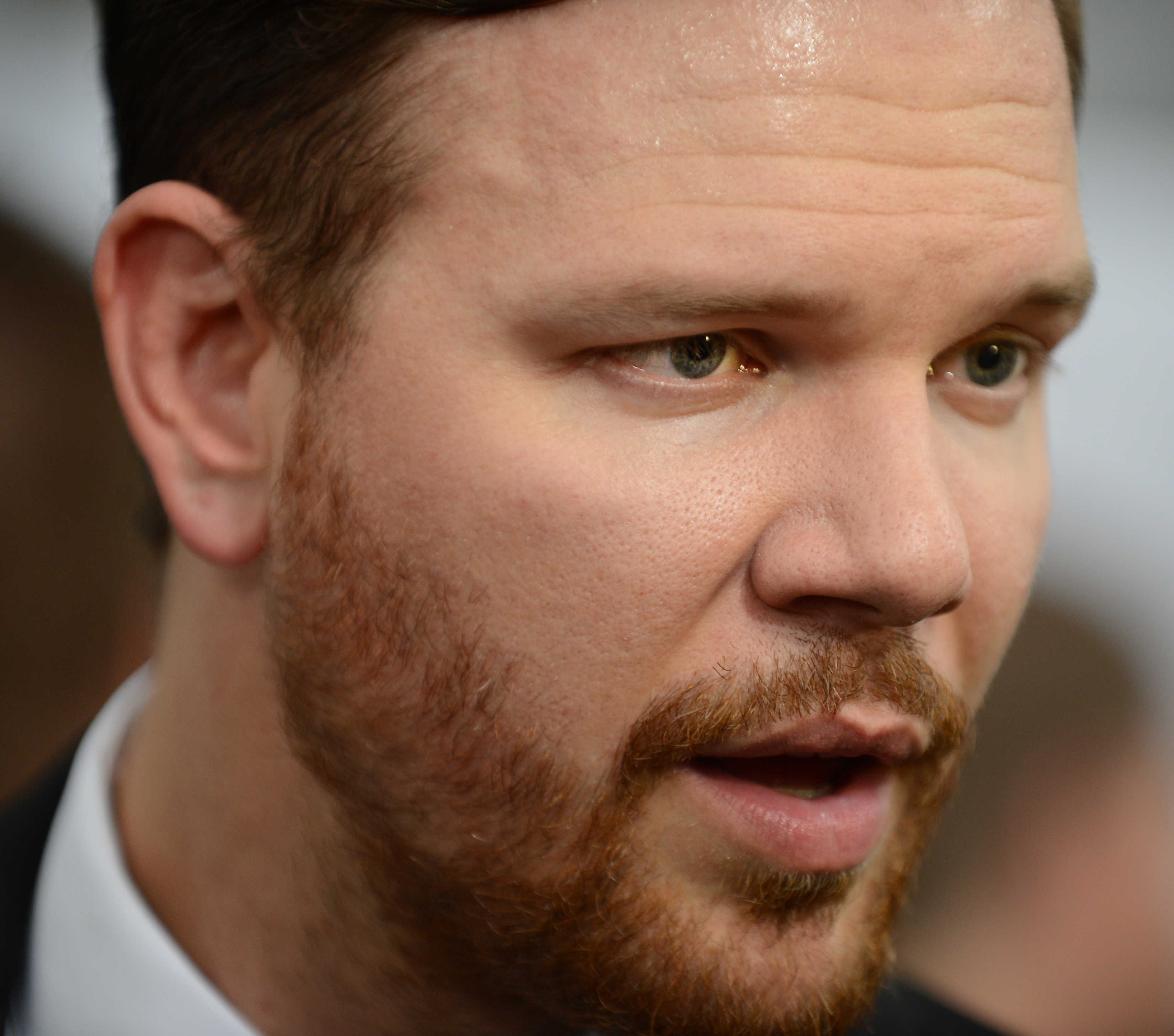
Jim Parrack (* 1981)

- Parrado Carral, Manuel (* 1946), spanischer Geistlicher, römisch-katholischer Bischof von São Miguel Paulista
- Parrado y García, Agustín (1872–1946), spanischer Geistlicher, Erzbischof und Kardinal
- Parrado, Javier (* 1964), bolivianischer Komponist
- Párraga, Graciela (1905–1971), kubanische Sängerin, Gitarristin und Komponistin
- Parraguez, Nelson (* 1971), chilenischer Fußballspieler
- Parran, J. D., US-amerikanischer Jazzmusiker
- Parran, Thomas senior (1860–1955), US-amerikanischer Politiker
- Parras, Kevin (* 1994), estnischer Eishockeyspieler
- Parratt, Walter (1841–1924), englischer Organist, Musikpädagoge, Kirchenmusiker und Komponist
- Parratto, Jessica (* 1994), US-amerikanische Wasserspringerin
- Parravano Marino, Enrique José (* 1955), venezolanischer Ordensgeistlicher und römisch-katholischer Bischof von Maracay
- Parravicini, Gaia (* 2005), italienische Tennisspielerin
- Parravicini, Mariangela (* 1986), italienische Freestyle-Skisportlerin
- Parravicini, Renato (* 1915), italienischer Filmschaffender

### Parre
- Parreira Lara, José Maria (1886–1936), brasilianischer Geistlicher, Bischof von Caratinga
- Parreira, Carlos Alberto (* 1943), brasilianischer FußballtrainerCarlos Alberto Parreira (* 1943)

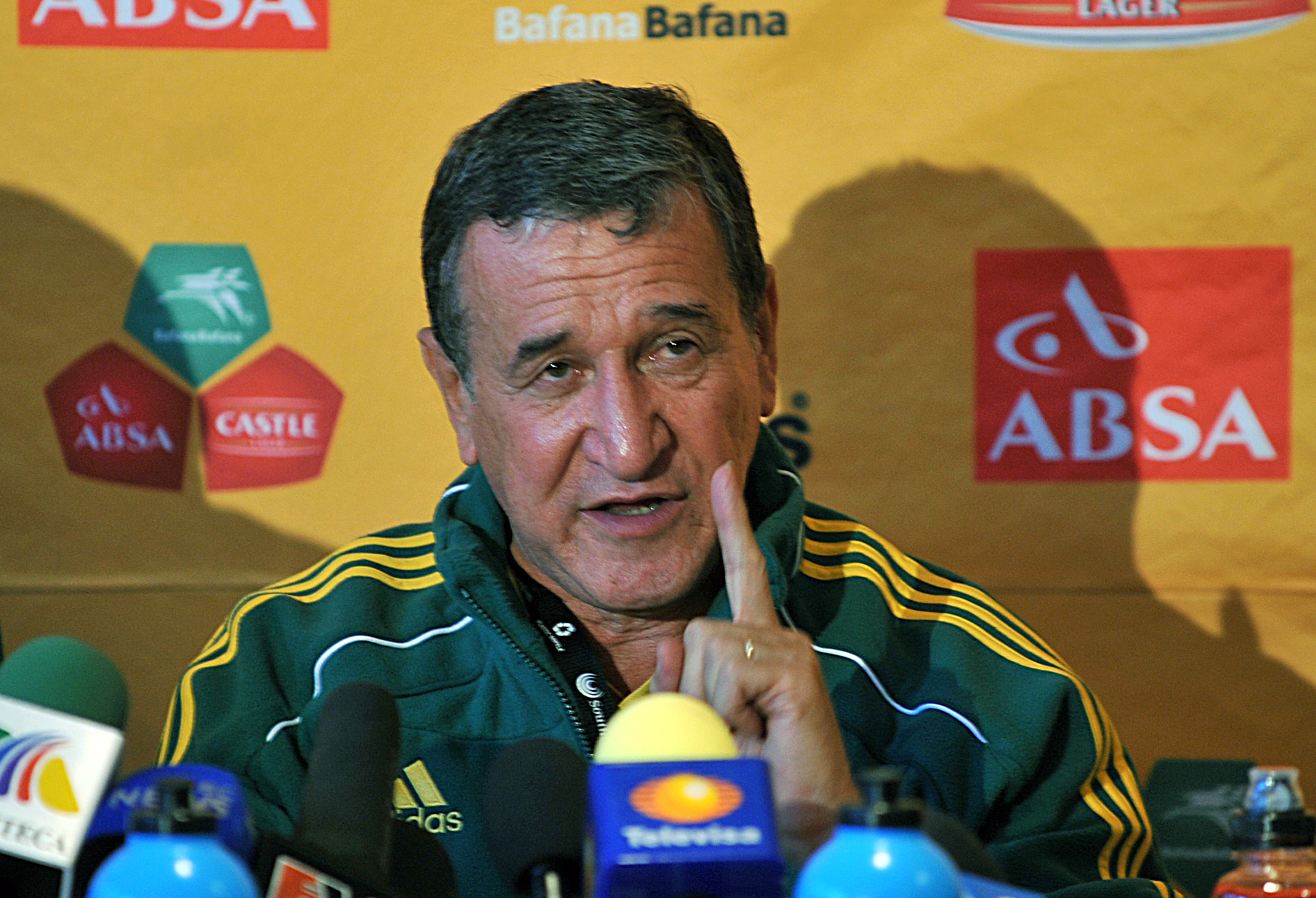
Carlos Alberto Parreira (* 1943)

- Parreira, Carlos Eduardo (* 1981), brasilianischer Fußballtrainer
- Parreira, Maria Cândida (1877–1942), portugiesische Juristin, Autorin und Politikerin
- Parreiras, Antônio (1860–1937), brasilianischer Maler, Zeichner und Illustrator
- Parrela, Liliane (* 1987), brasilianische Sprinterin
- Parrela, Sanderlei (* 1974), brasilianischer Sprinter
- Parrella, Valeria (* 1974), italienische Schriftstellerin
- Parren, Kalliroi (1861–1940), griechische Journalistin und Schriftstellerin
- Parreno, Philippe (* 1964), algerischer Künstler und Filmemacher
- Parrer, Franz (1875–1944), österreichischer Politiker (CSP), Abgeordneter zum Nationalrat
- Parres Azcoitia, Olga (* 1993), spanische Tennisspielerin
- Parrett, Favel (* 1974), australische Schriftstellerin
- Parrett, Rodger († 2023), US-amerikanischer Jazzmusiker (Trompete)
- Parrett, William F. (1825–1895), US-amerikanischer Politiker

### Parrh
- Parrhasios, griechischer Maler

### Parri
- Parri, Ferruccio (1890–1981), italienischer Politiker und Ministerpräsident
- Parricelli, John (* 1959), britischer Jazz-Gitarrist
- Parrikar, Manohar (1955–2019), indischer Politiker (BJP)
- Parrilla Díaz, Julio (* 1946), spanischer Geistlicher, römisch-katholischer Bischof von Riobamba
- Parrilla, Lana (* 1977), US-amerikanische SchauspielerinLana Parrilla (* 1977)

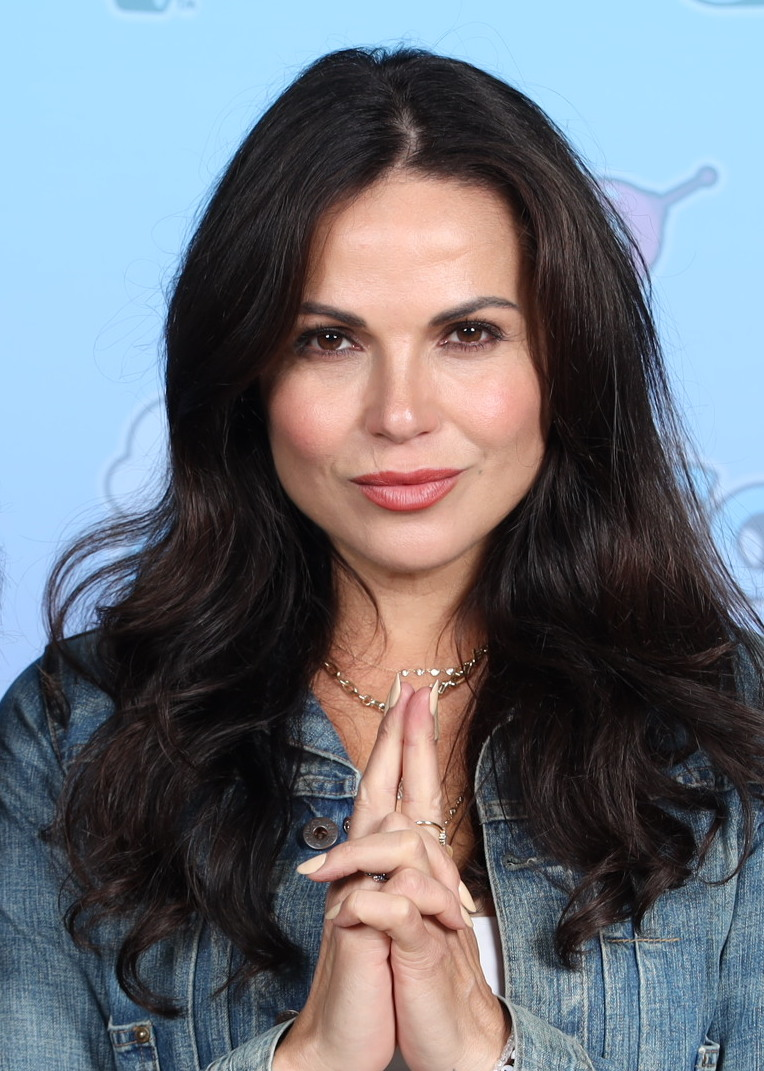
Lana Parrilla (* 1977)

- Parrilla-Bonilla, Antulio (1919–1994), puerto-ricanischer römisch-katholischer Ordensgeistlicher, Weihbischof in Caguas
- Parrilli, Luigi (1890–1954), italienischer Industrieller und Doppelagent
- Parrinello, Antonio (* 1988), italienischer Radrennfahrer
- Parrinello, Michele (* 1945), italienischer Physiker
- Parrinello, Vittorio (* 1983), italienischer Boxer
- Parrington, Vernon Louis (1871–1929), amerikanischer Literaturwissenschaftler und Historiker
- Parrini, Massimo Cantini (* 1971), italienischer Kostümbildner
- Parrino, Steven (1958–2005), US-amerikanischer Maler, Konzeptkünstler und Musiker
- Parriott, Sara (* 1953), US-amerikanische Drehbuchautorin
- Parris, Albion K. (1788–1857), US-amerikanischer Jurist und Politiker
- Parris, Carmen Yvonne (1927–2008), jamaikanische Diplomatin
- Parris, Debbie-Ann (* 1973), jamaikanische Hürdenläuferin und Sprinterin
- Parris, Matthew (* 1949), britischer Politiker der Conservative Party, Autor und Journalist
- Parris, Michael (* 1957), guyanischer Boxer
- Parris, Nikita (* 1994), englische Fußballspielerin
- Parris, Rebecca (1951–2018), US-amerikanische Jazz-Sängerin
- Parris, Robert (1924–1999), US-amerikanischer Komponist und Musikpädagoge
- Parris, Stanford (1929–2010), US-amerikanischer Politiker
- Parris, Teyonah (* 1987), US-amerikanische SchauspielerinTeyonah Parris (* 1987)

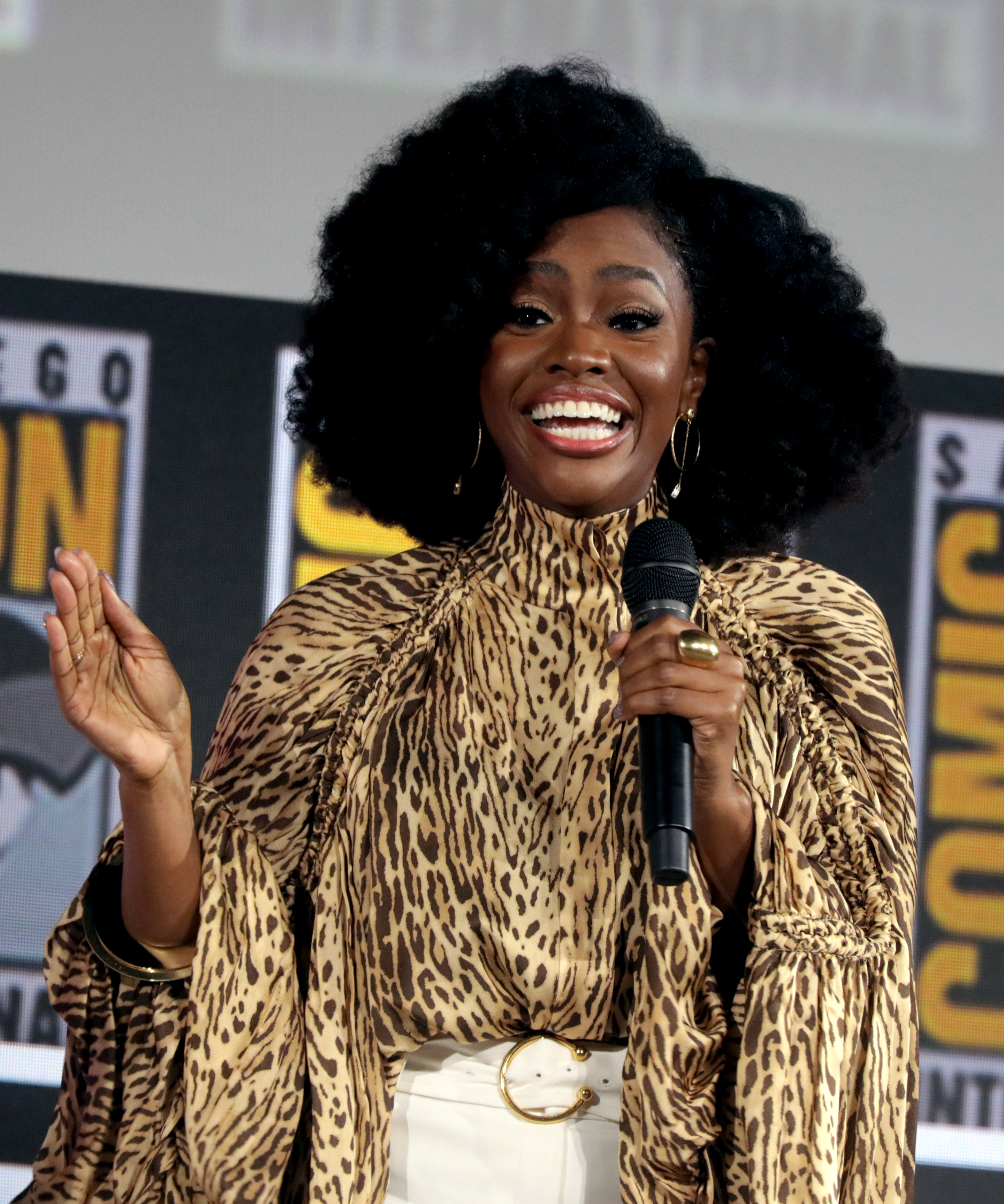
Teyonah Parris (* 1987)

- Parris, Virgil D. (1807–1874), US-amerikanischer Politiker
- Parris-Smith, Rhianna (* 2002), britische Radsportlerin
- Parrish, Anne (1888–1957), US-amerikanische Schriftstellerin
- Parrish, Avery (1917–1959), amerikanischer Jazz-Pianist und Komponist des Swing
- Parrish, Charles H. Jr. (1899–1989), amerikanischer Soziologe und Bürgerrechtler
- Parrish, Charles H. Sr. (1841–1931), afroamerikanischer Theologe und Bürgerrechtler
- Parrish, Gigi (1911–2006), US-amerikanische Schauspielerin
- Parrish, Hunter (* 1987), US-amerikanischer Schauspieler
- Parrish, Isaac (1804–1860), US-amerikanischer Politiker
- Parrish, Janel (* 1988), US-amerikanische SchauspielerinJanel Parrish (* 1988)

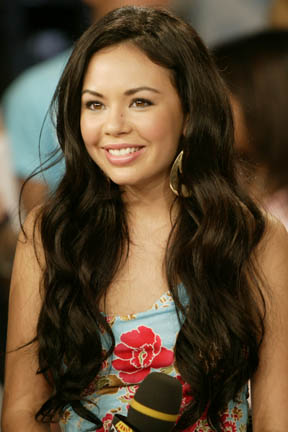
Janel Parrish (* 1988)

- Parrish, Joe (* 1995), britischer Gitarrist
- Parrish, Julie (1940–2003), US-amerikanische Schauspielerin
- Parrish, Leslie (* 1935), US-amerikanische Filmschauspielerin und Fotomodell
- Parrish, Lucian W. (1878–1922), US-amerikanischer Politiker
- Parrish, Man (* 1958), US-amerikanischer Electro-Hip-Hop-Musiker und DJ
- Parrish, Mark (* 1977), US-amerikanischer Eishockeyspieler
- Parrish, Matthew (* 1969), US-amerikanischer Jazzmusiker
- Parrish, Maxfield (1870–1966), US-amerikanischer Maler und Illustrator
- Parrish, Robert (1916–1995), US-amerikanischer Filmregisseur, Filmeditor und Kinderdarsteller
- Parrish, Theo (* 1972), US-amerikanischer House-Produzent und DJ
- Parrisius, Eduard Rudolf (1818–1905), deutscher Politiker (Liberaler) und Genossenschaftbänker
- Parrisius, Stefan, deutscher Moderator
- Parrisius, Walter (1891–1977), deutscher Mediziner
- Párrizas Díaz, Nuria (* 1991), spanische Tennisspielerin

### Parro
- Parrocel, Barthélemy, französischer Maler der Renaissance
- Parrocel, Étienne (1696–1775), französischer Maler, in Rom tätig
- Parrocel, Ignace Jacques (1667–1722), französischer Maler und Kupferstecher
- Parrocel, Joseph (1646–1704), französischer Maler des Barock
- Parrocel, Joseph François (1704–1781), französischer Maler und Kupferstecher
- Parrocel, Louis (1634–1694), französischer Maler des Barock
- Parrocel, Pierre (1670–1739), französischer Maler des Barock
- Parrocel, Pierre Ignace (1702–1775), französischer Kupferstecher, in Italien tätig
- Parrondo, Gil (1921–2016), spanischer Artdirector und Szenenbildner
- Parros, Clayton (* 1990), US-amerikanischer Sprinter
- Parros, George (* 1979), US-amerikanischer Eishockeyspieler und -funktionär
- Parros, Peter (* 1960), US-amerikanischer SchauspielerPeter Parros (* 1960)

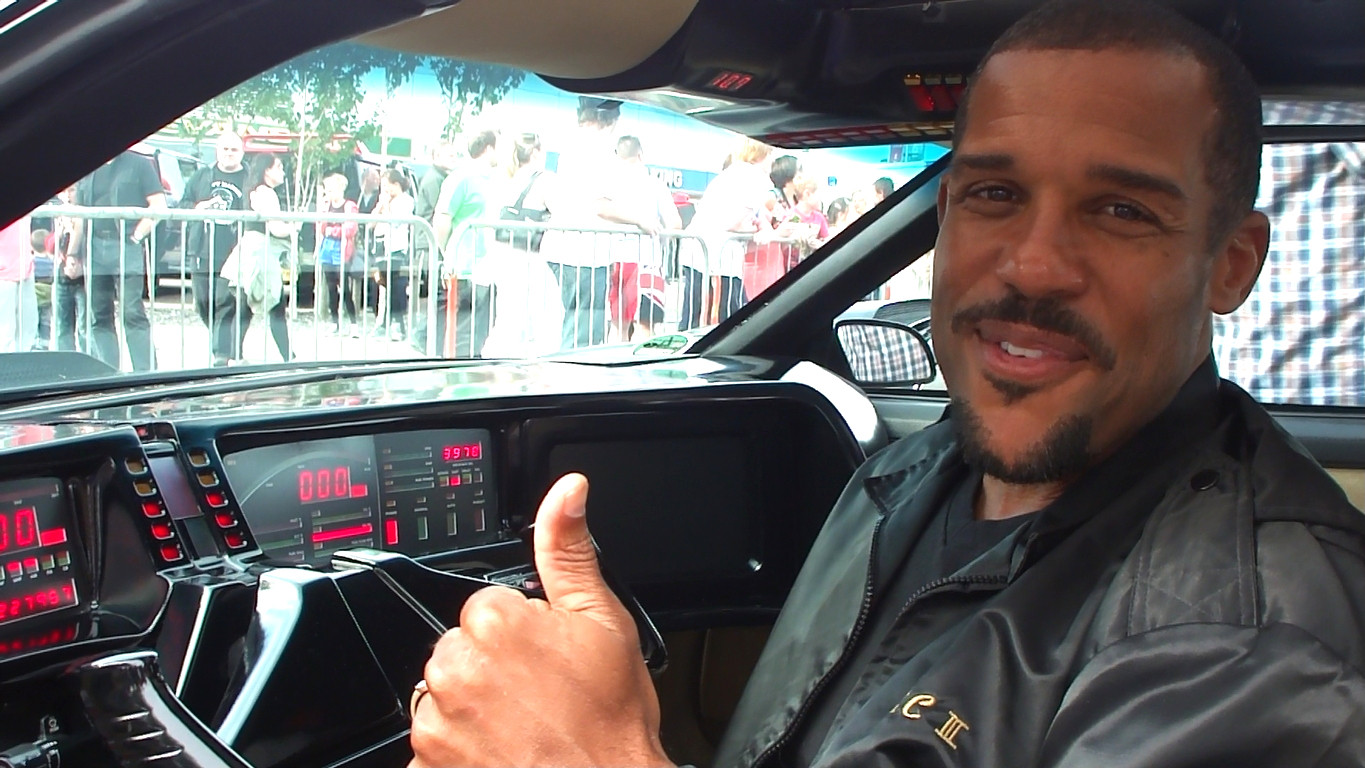
Peter Parros (* 1960)

- Parrot, André (1901–1980), französischer Vorderasiatischer Archäologe
- Parrot, Carl (1867–1911), deutscher Ornithologe und Gynäkologe
- Parrot, Christoph Friedrich (1751–1812), deutscher Verwaltungsbeamter
- Parrot, Friedrich (1792–1841), deutscher Naturforscher und ForschungsreisenderFriedrich Parrot (1792–1841)

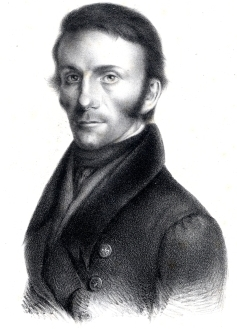
Friedrich Parrot (1792–1841)

- Parrot, Georg Friedrich (1767–1852), Physiker und Hochschullehrer im Gouvernement Livland
- Parrot, Johann Leonhard (1755–1836), württembergischer Staatsbeamter, Historiker und Sprachforscher
- Parrot, Joseph Marie Jules (1829–1883), französischer Pionier der Kinderheilkunde
- Parrot, Louis (1906–1948), französischer Lyriker, Essayist, Journalist und Übersetzer
- Parrot, Max (* 1994), kanadischer Snowboarder
- Parrott, Andrew (* 1947), britischer Chorleiter, Dirigent und Musikwissenschaftler
- Parrott, Cecil Cuthbert (1909–1984), britischer Diplomat, Übersetzer, Schriftsteller und Gelehrter
- Parrott, Chrissie (* 1953), englisch-australische Balletttänzerin, Choreographin und Multimediakünstlerin
- Parrott, Delphine (1928–2016), britische Immunologin und Hochschullehrerin
- Parrott, Edward (1863–1921), britischer Autor und Politiker
- Parrott, James (1897–1939), US-amerikanischer Schauspieler, Filmregisseur und Drehbuchautor
- Parrott, John (* 1964), englischer Snookerspieler
- Parrott, John Fabyan (1767–1836), US-amerikanischer Politiker
- Parrott, Kyle (* 1985), kanadischer Eisschnellläufer
- Parrott, Lisa (* 1968), australische Jazzmusikerin
- Parrott, Marcus Junius (1828–1879), US-amerikanischer Politiker
- Parrott, Matt (1837–1900), US-amerikanischer Politiker
- Parrott, Nicki (* 1970), australische Jazzmusikerin
- Parrott, Peter (* 1936), australischer Eishockeyspieler
- Parrott, Thomas Marc (1866–1960), amerikanischer Literaturwissenschaftler
- Parrott, Travis (* 1980), US-amerikanischer Tennisspieler
- Parrott, Troy (* 2002), irischer Fußballspieler

### Parry
- Parry, Caleb Hillier (1755–1822), englischer Mediziner
- Parry, Carys (* 1981), britische Hammerwerferin
- Parry, Charles Christopher (1823–1890), US-amerikanischer Botaniker
- Parry, Christoph (* 1951), britischer Autor und Germanist und Professor für Deutsche Literatur
- Parry, Craig (* 1966), australischer Golfer
- Parry, David (1937–2022), britischer Dialektologe
- Parry, David (* 1949), britischer Dirigent
- Parry, Diane (* 2002), französische Tennisspielerin
- Parry, Dick (* 1942), britischer Saxophonist
- Parry, Gordon, Baron Parry (1925–2004), britischer Lehrer, Politiker und Funktionär
- Parry, Hans-Heinz (1904–1977), deutscher Schriftsteller
- Parry, Harry (1912–1956), britischer Jazzmusiker
- Parry, Hubert (1848–1918), englischer KomponistHubert Parry (1848–1918)

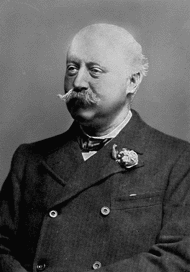
Hubert Parry (1848–1918)

- Parry, James Patrick von (1803–1872), Kammerherr in Weimar
- Parry, John (* 1965), US-amerikanischer Schiedsrichter im American Football
- Parry, John H. (1914–1982), britischer Historiker
- Parry, John Humffreys (1816–1880), britischer Anwalt und Bibliothekar
- Parry, Johnny (* 1982), britischer Singer-Songwriter, Pianist, Komponist, Arrangeur und Produzent
- Parry, Joseph (* 1948), Sportfunktionär und Politiker in Nevis
- Parry, Leah (* 1980), australische Softballspielerin
- Parry, Lee (1901–1977), deutsche Schauspielerin und Sängerin
- Parry, Martin, britischer Klimatologe
- Parry, Matthew (* 1994), britischer Automobilrennfahrer
- Parry, Maurice (1877–1935), walisischer Fußballspieler und -trainer
- Parry, Milman (1902–1935), amerikanischer Klassischer Philologe und Homer-Forscher
- Parry, Natasha (1930–2015), britische Schauspielerin
- Parry, Richard (* 1987), neuseeländischer Eishockeytorwart
- Parry, Robert (1949–2018), US-amerikanischer Investigativjournalist und Buchautor
- Parry, Robert W. (1917–2006), US-amerikanischer Chemiker
- Parry, Stephen (* 1960), australischer Politiker
- Parry, Stephen (* 1977), britischer Schwimmer
- Parry, Steve (* 1956), englischer Fußballspieler
- Parry, Susan (* 1963), britische Sängerin (Alt)
- Parry, Thomas († 1560), englischer Höfling und Parlamentsabgeordneter
- Parry, Thomas (1544–1616), englischer Diplomat und Parlamentsabgeordneter
- Parry, Thomas (1904–1985), walisischer Pädagoge und Bibliothekar
- Parry, William (1934–2006), britischer Mathematiker
- Parry, William Edward (1790–1855), britischer Marineoffizier und PolarforscherWilliam Edward Parry (1790–1855)

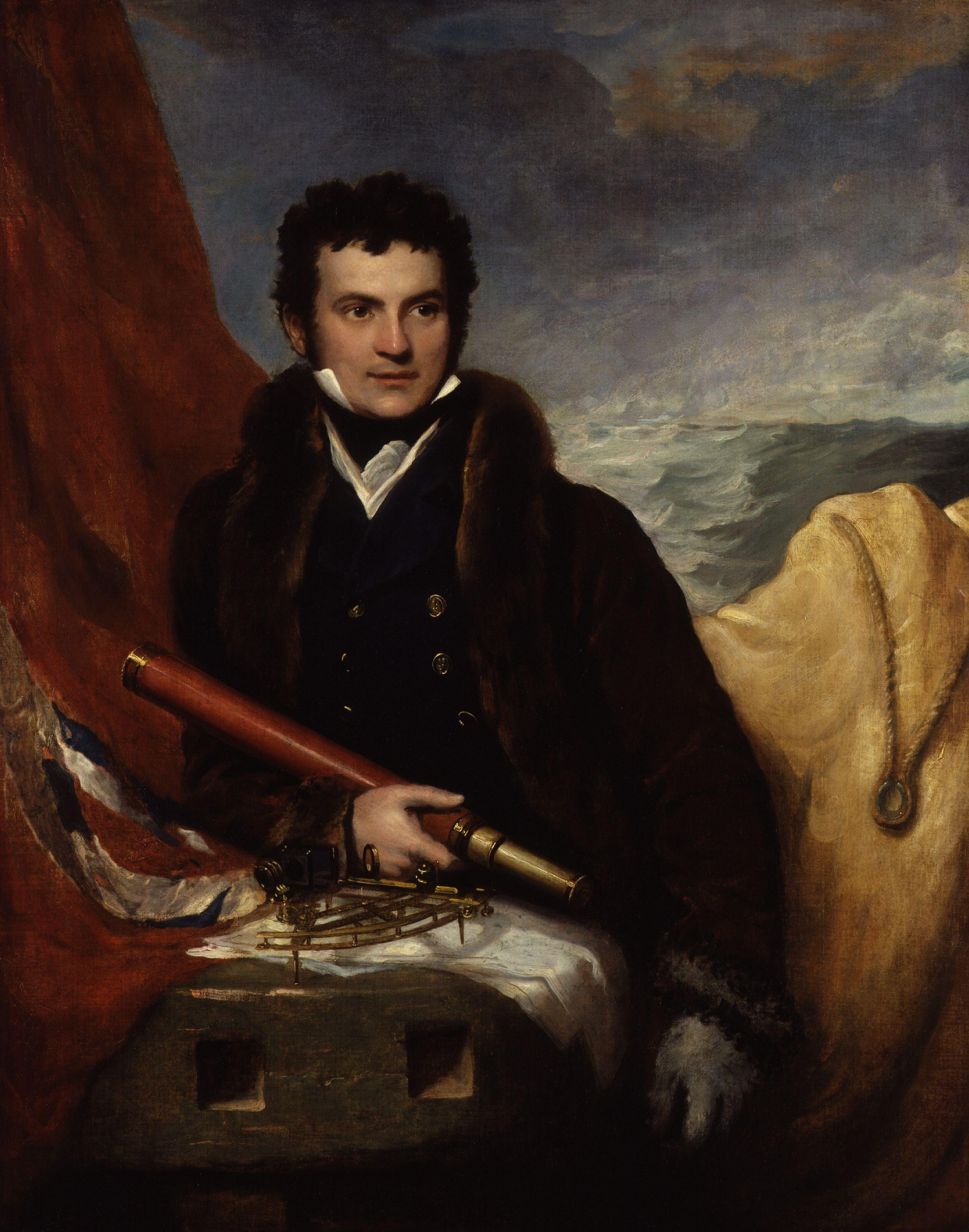
William Edward Parry (1790–1855)

- Parry-Okeden, Blair (* 1950), australische Erbin und Milliardärin
- Parry-Williams, T. H. (1887–1975), walisischer Dichter und Schriftsteller